# Willem Hekking

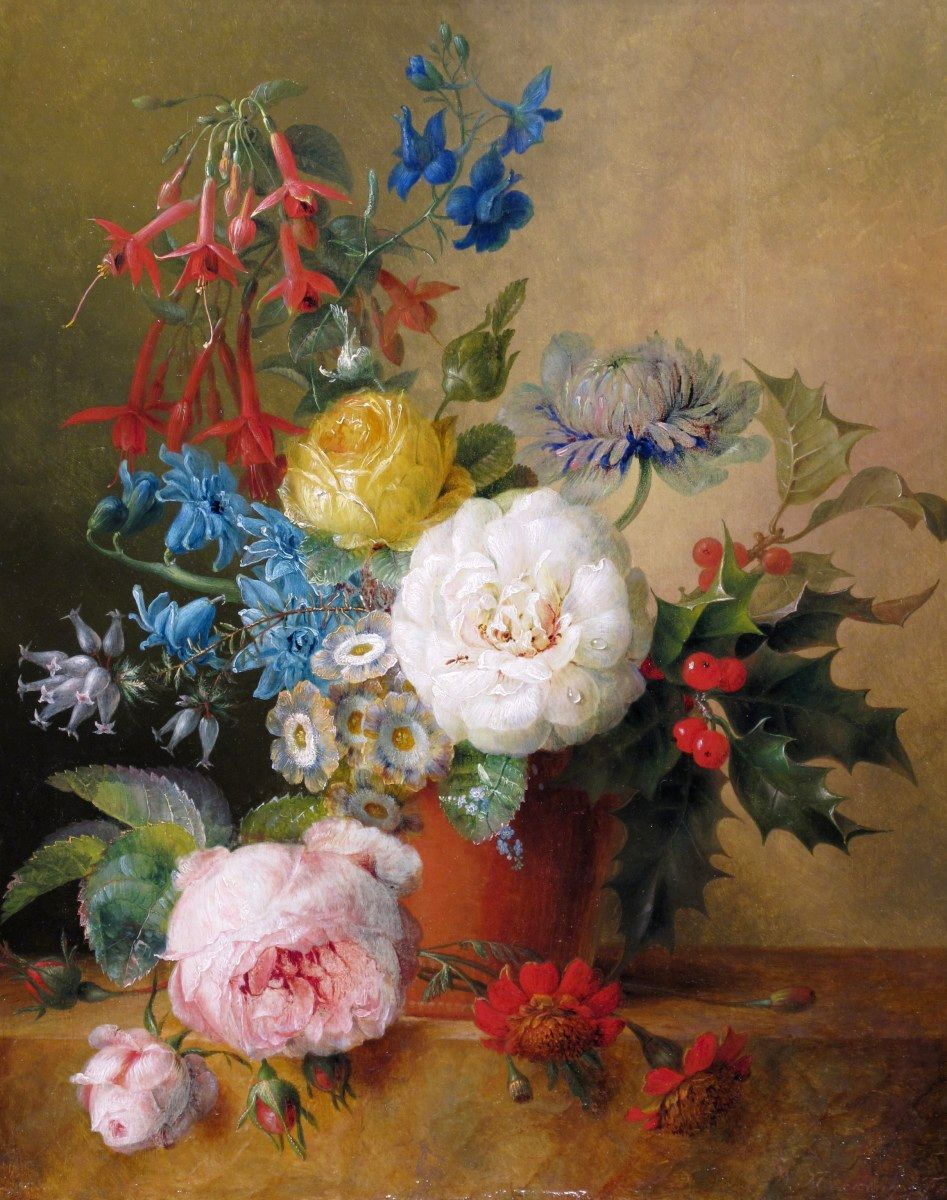
Ein Blumenstillleben von Willem Hekking

Willem Hekking (* 24. März 1796 in Amsterdam; † 20. Mai 1862 ebenda) war ein niederländischer Maler.

## Leben
Hekking wurde 1796 als Sohn des Tapetenmalers Theodorus Hekking (1766–1819) in Amsterdam geboren, der ab 1793 als Mitglied der Lukasgilde nachgewiesen ist und Landschaften, Architektur- und Stadtansichten schuf. Willem Hekking war ein Schüler des Anthonij van den Bosch. Anfangs wie sein Vater als Tapetenmaler tätig, wandte er sich später der Tusche- und Aquarellmalerei sowie dem Zeichnen mit der Feder zu. In Ausstellungen in Amsterdam und Rotterdam zeigte er von 1813 bis 1838 überwiegend Blumen- und Früchtestillleben. Zu seinen Schülerinnen gehörten Marina Adriana Maria van Toulon und Anna Maria Veeren. Sein Sohn Willem Hekking Junior (1825–1904) war ein ebenfalls hauptsächlich in Amsterdam wirkender Lithograph, Zeichner und Maler. Er malte gleichfalls Blumen- und Fruchtstücke und andere Stillleben, aber auch Stadt- und Flussansichten und Kircheninterieur.